# 马来棕腹鹰鹃
，是鹃形目杜鹃科的一种鸟类。

## 特征
马来棕腹鹰鹃体重约79.7克，翼长约17.52厘米，喙宽度约8.3毫米，喙厚度约8.7毫米，嘴峰长约28.3毫米，跗蹠长约19毫米，尾长约13.74厘米。
马来棕腹鹰鹃是留鸟，栖息在森林，它们是食肉动物，主要以昆虫、蜘蛛等陆生无脊椎动物为食。它们分布在泰国南部、马来半岛和大巽他群岛。